# Гроссбартс, Отто
Отто Генрихович Гроссбартс (латыш. Oto Grosbārts, 31 января 1895  — 15 июня 1945  — генерал советской и латвийской армии. Генерал-майор инженерных войск (Советская армия), генерал (Латвийская армия). Командир Латвийского автотанкового полка, позднее всей моторизированной и бронетехники Латвии. Начальник инженерного ведомства Армейского технического отдела. В РККА — генерал-майор инженерных войск (29.12.1940). Начальник инженерных войск 24-го стрелкового корпуса Красной армии. Арестован 14 июня 1941 г. В 1945 году погиб в заключении (был расстрелян).